# نیمه‌ماراتن

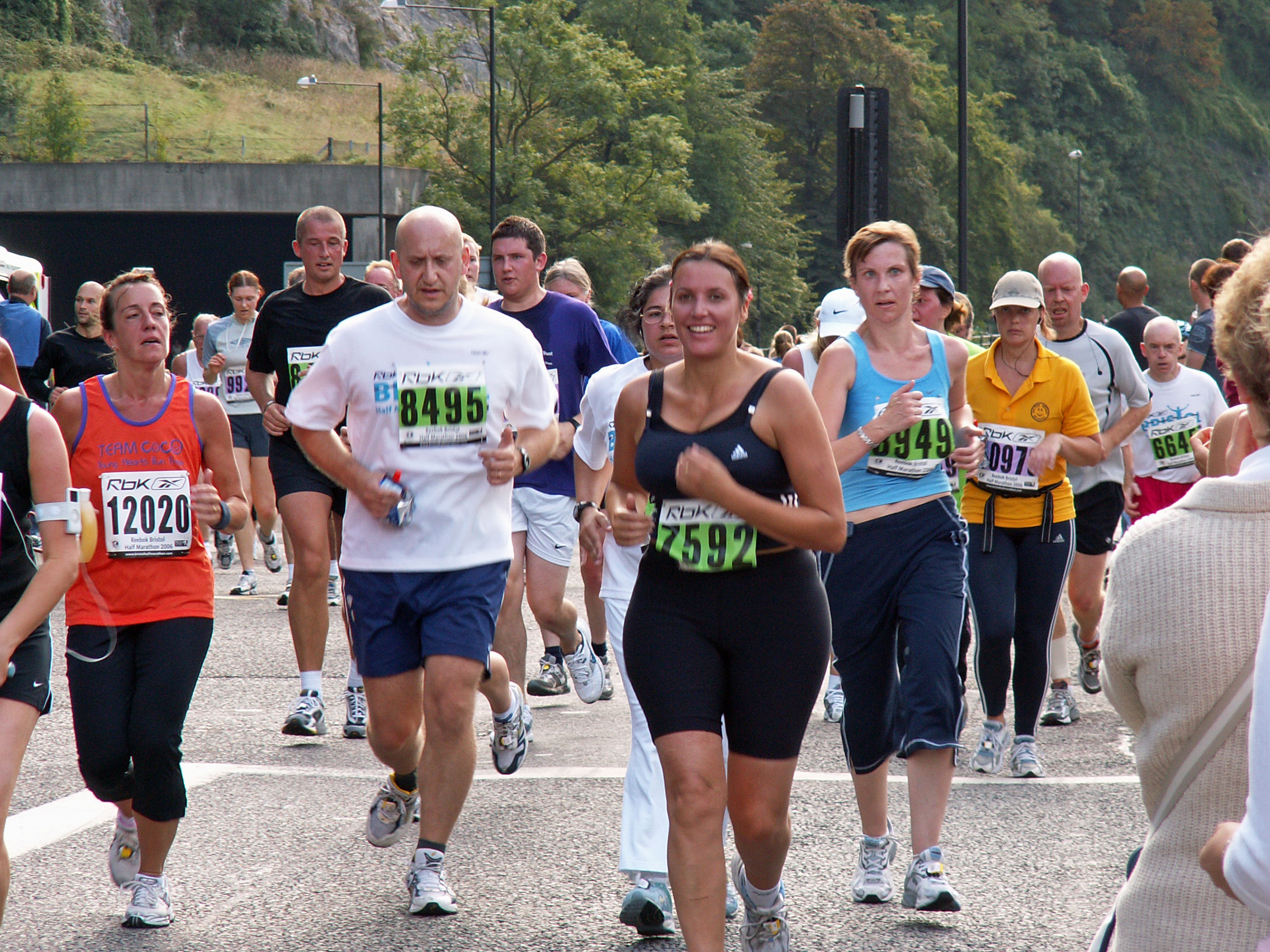
نیمه‌ماراتن بریستول ۲۰۰۶ در انگلستان

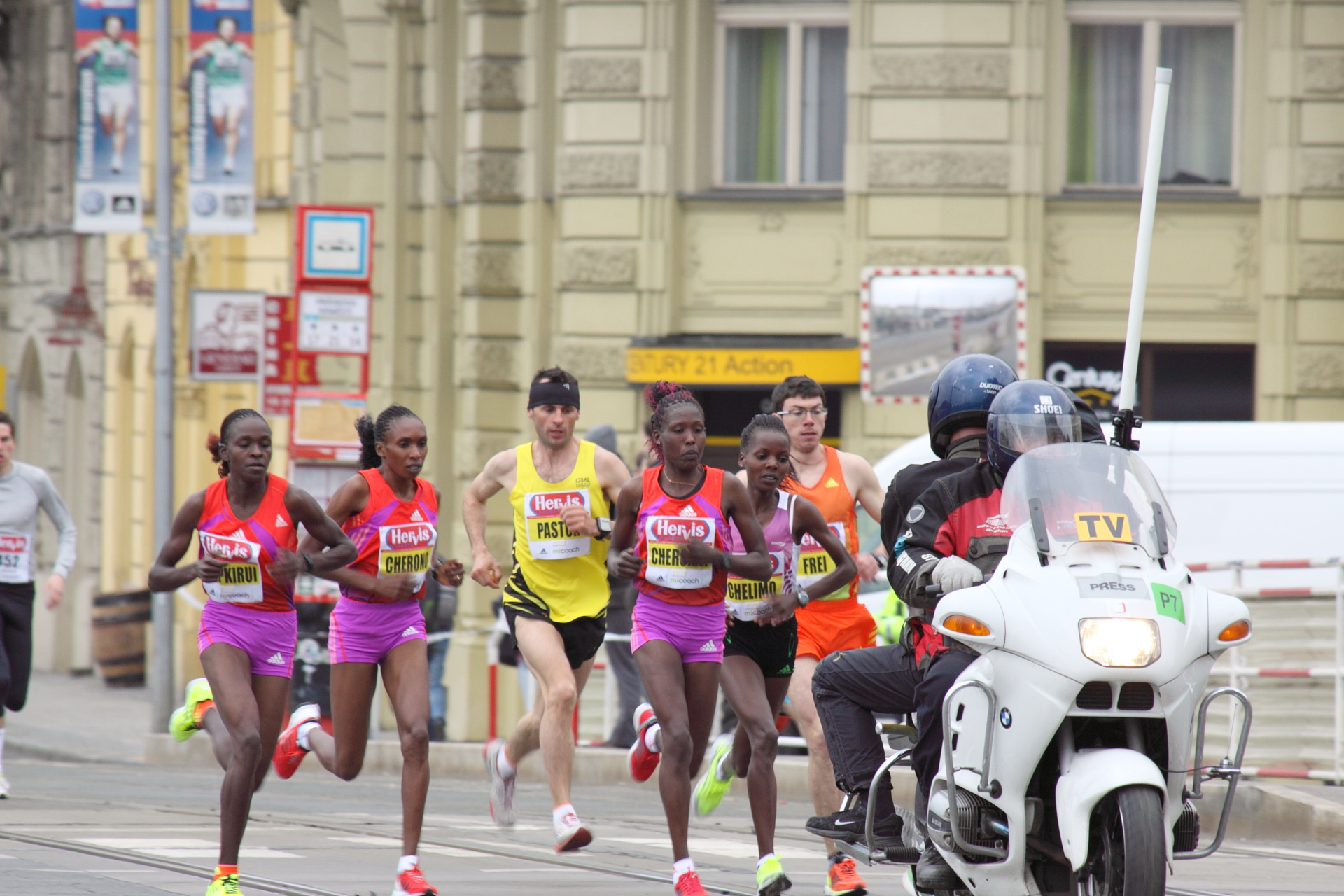
مسابقه نیمه‌ماراتن پراگ، ۲۰۱۲

نیمه‌ماراتن یا نیمه‌ماراتون یک مسابقهٔ دو جاده‌ای است که در مسافت ۲۱٫۰۹۷۵ کیلومتر برگزار می‌شود. تعداد شرکت‌کنندگان در مسابقات نیمه‌ماراتن در سال‌های اخیر افزایش زیادی داشته و این دو را به یکی از روبه‌رشدترین انواع دو تبدیل کرده است.
رکورد رسمی دو نیمه‌ماراتن مردان به جیکوب کیپلیمو، دوندهٔ اوگاندا‌ای با زمان ۵۷ دقیقه و ۳۱ ثانیه تعلق دارد که در نوامبر ۲۰۲۱ در شهر لیسبون و رکورد زنان هم متعلق به روت چپنگتیچ از کنیا با زمان یک ساعت و ۴ دقیقه و ۲ ثانیه است که در ۴ آوریل ۲۰۲۱ در استانبول، ترکیه ثبت شده است.
بزرگ‌ترین مسابقهٔ دو نیمه‌ماراتنی که تاکنون برگزار شده، بین شهرهای کپنهاگ (دانمارک) و مالمو (سوئد) در سال ۲۰۰۰ برگزار شد و ۷۹٬۷۱۹ نفر در آن به خط پایان رسیدند. بزرگ‌ترین دو نیمه‌ماراتن سالانهٔ دنیا هم تورنمنت نیمه‌ماراتن یوتبری در سوئد است که ۶۴٬۲۸۸ نفر در سال ۲۰۱۴ در آن شرکت کردند و ۴۷٬۷۹۱ نفر به خط پایان رسیدند.
مسابقهٔ قهرمانی دو نیمه‌ماراتن جهان از سال ۱۹۹۲ هر سال برگزار می‌شود. زارسنای تادسهٔ اریتره‌ای، با پنج قهرمانی در بخش مردان، و پائولا رادکلیف انگلیسی، لورنا لاگات، دوندهٔ کنیایی‌تبار هلندی، و تلگا لوروپ کنیایی، هریک با سه قهرمانی در بخش زنان، پرافتخارترین ورزشکاران این مسابقات هستند.